# 施瓦策阿厄河

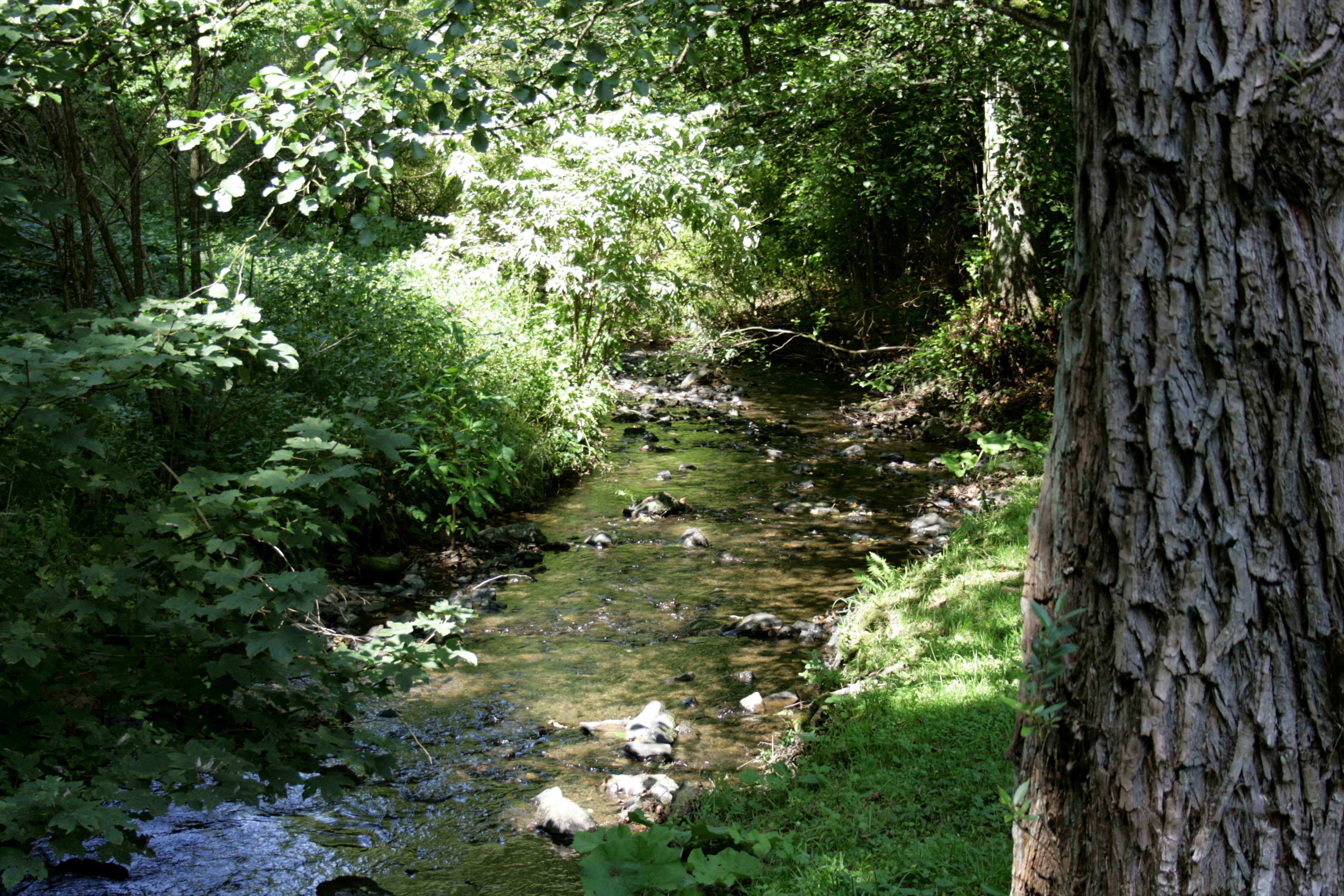

51°13′47″N 7°43′34″E / 51.2298361°N 7.7262015°E
施瓦策阿厄河（德語：Schwarze Ahe），是德國的河流，位於該國西部，處於北萊茵-威斯特法倫州，屬於費瑟河的右支流，河道全長8.3公里，流域面積20.1平方公里。